# Orthocladius trigonolabis
Orthocladius trigonolabis är en tvåvingeart som beskrevs av Edwards 1924. Orthocladius trigonolabis ingår i släktet Orthocladius och familjen fjädermyggor. Inga underarter finns listade i Catalogue of Life.